# (257) Silesia
(257) Silesia ist ein Asteroid des äußeren Hauptgürtels, der am 5. April 1886 vom österreichischen Astronomen Johann Palisa an der Universitätssternwarte Wien bei einer Helligkeit von 13,5 mag entdeckt wurde.
Der Asteroid wurde benannt nach Schlesien, der Heimatprovinz des Entdeckers. Es gab einen österreichischen und einen deutschen Teil Schlesiens, angrenzend an die Sudeten und das Tal der oberen Oder. Die Region gehört heute hauptsächlich zum nördlichen Tschechien und zum südwestlichen Polen.

## Wissenschaftliche Auswertung
Aus Ergebnissen der IRAS Minor Planet Survey (IMPS) wurden 1992 Angaben zu Durchmesser und Albedo für zahlreiche Asteroiden abgeleitet, darunter auch (257) Silesia, für die damals Werte von 72,7 km bzw. 0,05 erhalten wurden. Eine Auswertung von Beobachtungen durch das Projekt NEOWISE im nahen Infrarot führte 2012 zu vorläufigen Werten für den Durchmesser und die Albedo im sichtbaren Bereich von 65,1 km bzw. 0,07. Nach der Reaktivierung von NEOWISE im Jahr 2013 und Registrierung neuer Daten wurden die Werte 2015 zunächst mit 77,8 km bzw. 0,04 angegeben und dann 2016 korrigiert zu 76,9 km bzw. 0,04, diese Angaben beinhalten aber alle hohe Unsicherheiten.

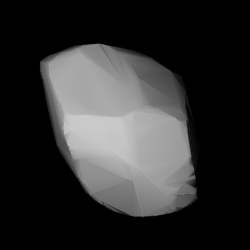
Berechnetes 3D-Modell von (257) Silesia

Aus den archivierten photometrischen Daten des United States Naval Observatory und der Catalina Sky Survey in Arizona wurde in einer Untersuchung von 2013 ein Gestaltmodell des Asteroiden für zwei alternative Positionen der Rotationsachse mit retrograder Rotation und eine Rotationsperiode von 15,7097 h bestimmt.
Im Jahr 2021 wurde aus archivierten Daten und photometrischen Messungen von Gaia DR2 erneut eine Rotationsachse mit retrograder Rotation berechnet. Die Rotationsperiode wurde dabei zu 15,70965 h bestimmt.
Zwischen 2012 und 2018 wurden mit der All-Sky Automated Survey for Supernovae (ASAS-SN) auch photometrische Daten von 20.000 Asteroiden aufgezeichnet. Auf mehr als 5000 davon konnte erfolgreich die Methode der konvexen Inversion angewendet werden, darunter auch (257) Silesia, für die in einer Untersuchung von 2021 ein verbessertes dreidimensionales Gestaltmodell für zwei alternative Rotationsachsen mit retrograder Rotation und einer Periode von 15,7097 h berechnet wurde. Aus archivierten Daten des Asteroid Terrestrial-impact Last Alert System (ATLAS) aus dem Zeitraum 2015 bis 2018 konnte in einer Untersuchung von 2022 mit der Methode der konvexen Inversion eine Rotationsperiode von 15,7096 h bestimmt werden.